# Augusto Galli
Augusto Galli (Mantova, 1º maggio 1903 – Roma, 15 agosto 1981) è stato un direttore del doppiaggio, dialoghista e attore italiano.

## Biografia
Dopo aver recitato in qualche film dell'epoca del muto, divenne direttore dei dialoghi per la MGM negli Stati Uniti d'America a partire dal 1932 e poi supervisore al doppiaggio e direttore della MGM in Italia dalla fine della seconda guerra mondiale. Nel contempo si dedicò al doppiaggio prestando la voce tra gli altri a Ian Hunter nelle Fanciulle delle follie, a James Stewart in Scrivimi fermo posta e a William Powell in Si riparla dell'uomo ombra e Ti amo ancora. Fu inoltre la voce narrante fuori campo di Fiori nella polvere, La croce di Lorena, Ivanhoe e Il seme della violenza.
Era sposato con l'attrice e doppiatrice Rosina Galli. Morì a Roma ed è sepolto al cimitero monumentale del Verano.

## Filmografia
- Come conclude l'amore, regia di Alfredo Masi (1917)
- Bianco e nero, regia di Alfredo Masi (1917)
- Sei tu l'amore, regia di Alfred Sabato (1930)

## Doppiaggio
- Ian Hunter in Le fanciulle delle follie
- William Powell in Si riparla dell'uomo ombra, Ti amo ancora
- Orson Welles in Quarto potere
- James Stewart in Scrivimi fermo posta
- Robert Montgomery in Follia
- Melvyn Douglas in Volto di donna
- Voce narrante in Il seme della violenza, Ivanhoe, La croce di Lorena, Fiori nella polvere